# One Kiss (пісня)
«One Kiss» — пісня шотландського музичного продюсера Кельвіна Гарріса та англійської співачки Дуа Ліпи. Написана Дуа Ліпою, Джессі Реєс та спродюсована Кельвіном Гаррісом, вона була випущена під лейблами Columbia Records та Sony Music Entertainment  6 квітня 2018. Він досягнув номера один на UK Singles Chart 20 квітня 2018 року, тиждень після дебюту третім. Пісня в кінцевому підсумку пробуде на вершині чартів протягом восьми тижнів поспіль і в кінцевому підсумку стала найбільшою продаваною піснею 2018 року у Великій Британії. Вона також стала піснею, що протрималася найдовше від номером один серед пісень, виконаних жінками, у Великій Британії цього десятиліття, та другою у сторіччі після пісні Ріанни «Umbrella».

## Чарти

### Тижневі чарти
| Чарт (2018–19)                               | Найвища позиція |
| -------------------------------------------- | --------------- |
| Аргентина (Argentina Hot 100)                | 54              |
| Аргентина (Monitor Latino)                   | 9               |
| Австралія (ARIA)                             | 3               |
| Australia Dance (ARIA)                       | 1               |
| Австрія (Ö3 Austria Top 75)                  | 1               |
| Бельгія (Ultratop Flanders)                  | 1               |
| Belgium Dance (Ultratop Flanders)            | 1               |
| Бельгія (Ultratop Wallonia)                  | 1               |
| Бразилія (Brasil Hot 100 Airplay)            | 26              |
| Канада (Canadian Hot 100)                    | 6               |
| Канада (AC) (Billboard)                      | 34              |
| Канада (CHR/Top 40) (Billboard)              | 5               |
| Колумбія (National-Report)                   | 17              |
| Коста-Рика (Monitor Latino)                  | 13              |
| Croatia Airplay (HRT)                        | 1               |
| СНД (Tophit)                                 | 1               |
| Чехія (IFPI)                                 | 6               |
| Чехія (Singles Digitál Top 100)              | 1               |
| Данія (Tracklisten)                          | 2               |
| Еквадор (National-Report)                    | 1               |
| Сальвадор (Monitor Latino)                   | 3               |
| Euro Digital Songs (Billboard)               | 1               |
| Фінляндія (Suomen virallinen lista)          | 3               |
| Франція (SNEP)                               | 2               |
| Німеччина (Official German Charts)           | 1               |
| Греція (IFPI Greece)                         | 1               |
| Угорщина (Dance Top 40)                      | 1               |
| Угорщина (Rádiós Top 40)                     | 1               |
| Угорщина (Single Top 40)                     | 1               |
| Угорщина (Stream Top 40)                     | 1               |
| Ірландія (IRMA)                              | 1               |
| Ізраїль (Media Forest)                       | 1               |
| Італія (FIMI)                                | 8               |
| Японія (Japan Hot 100)                       | 44              |
| Латвія (Latvijas Top 40)                     | 1               |
| Ліван (Lebanese Top 20)                      | 1               |
| Luxembourg Digital Songs (Billboard)         | 1               |
| Малайзія (RIM)                               | 5               |
| Мексика (Monitor Latino)                     | 2               |
| Mexico Airplay (Billboard)                   | 1               |
| Нідерланди (Dutch Top 40)                    | 1               |
| Нідерланди (Mega Single Top 100)             | 1               |
| Нова Зеландія (Recorded Music NZ)            | 6               |
| Норвегія (VG-lista)                          | 5               |
| Польща (Polish Airplay Top 100)              | 1               |
| Польща (Dance Top 50)                        |                 |
| Португалія (AFP)                             | 1               |
| Румунія (Airplay 100)                        | 3               |
| 4                                            |                 |
| 1                                            |                 |
| Russia Airplay (Tophit)                      | 1               |
| Шотландія (Official Charts Company)          | 1               |
| Сінгапур (RIAS)                              | 5               |
| Словаччина (IFPI)                            | 6               |
| Словаччина (Singles Digitál Top 100)         | 1               |
| Словенія (SloTop50)                          | 1               |
| South Korea International (Gaon)             | 56              |
| Іспанія (PROMUSICAE)                         | 13              |
| Швеція (Sverigetopplistan)                   | 4               |
| Швейцарія (Media Control AG)                 | 2               |
| Велика Британія (Official Charts Company)    | 1               |
| Велика Британія (UK Dance Chart)             | 1               |
| Ukraine Airplay (Tophit)                     | 46              |
| США (Billboard Hot 100)                      | 26              |
| США (Adult Top 40) (Billboard)               | 29              |
| США (Hot Dance Airplay) (Billboard)          | 1               |
| США (Hot Dance Club Songs) (Billboard)       | 1               |
| США (Hot Dance/Electronic Songs) (Billboard) | 2               |
| США (Mainstream Top 40) (Billboard)          | 9               |
| США (Rhythmic) (Billboard)                   | 32              |
| Венесуела (National-Report)                  | 22              |

### Річні чарти
| Чарт (2018)                               | Позиція |
| ----------------------------------------- | ------- |
| Аргентина (Monitor Latino)                | 34      |
| Австралія (ARIA)                          | 20      |
| Австрія (Ö3 Austria Top 40)               | 8       |
| Бельгія (Ultratop Flanders)               | 1       |
| Бельгія (Ultratop Wallonia)               | 2       |
| Канада (Canadian Hot 100)                 | 19      |
| CIS (Tophit)                              | 5       |
| Данія (Tracklisten)                       | 9       |
| Сальвадор (Monitor Latino)                | 12      |
| Німеччина (Official German Charts)        | 4       |
| Ірландія (IRMA)                           | 2       |
| Ізраїль (Galgalatz)                       | 9       |
| Італія (FIMI)                             | 19      |
| Нідерланди (Dutch Top 40)                 | 1       |
| Нідерланди (Single Top 100)               | 1       |
| Нова Зеландія (Recorded Music NZ)         | 39      |
| Польща (ZPAV)                             | 10      |
| Румунія (Airplay 100)                     | 16      |
| Росія (Tophit)                            | 5       |
| Словенія (SloTop50)                       | 10      |
| Іспанія (PROMUSICAE)                      | 23      |
| Швеція (Sverigetopplistan)                | 16      |
| Швейцарія (Schweizer Hitparade)           | 9       |
| UK Singles (Official Charts Company)      | 1       |
| US Billboard Hot 100                      | 68      |
| US Hot Dance/Electronic Songs (Billboard) | 4       |
| US Mainstream Top 40 (Billboard)          | 33      |
| US Hot Dance Club Songs (Billboard)       | 1       |

## Сертифікації
| Регіон | Сертифікація | Продажі   |
| --- | ------------ | --------- |
| Австралія (ARIA) | 4× Платина   | 280,000   |
| Бельгія (BEA) | Платина      | 30,000    |
| Канада (Music Canada) | 3× Платина   | 240,000   |
| Франція (SNEP) | Діамантовий  | 333,333   |
| Німеччина (BVMI) | Платина      | 400,000   |
| Італія (FIMI) | 2× Платина   | 100,000   |
| Нова Зеландія (RIANZ) | Платина      | 30,000    |
| Польща (ZPAV) | 4× Платина   | 80,000    |
| Португалія (AFP) | Золото       | 5,000     |
| Іспанія (PROMUSICAE) | 2× Платина   | 80,000    |
| Швейцарія (IFPI Switzerland) | 2× Платина   | 40,000    |
| Велика Британія (BPI) | 2× Платина   | 1,200,000 |
| США (RIAA) | 2× Платина   | 2,000,000 |
| *продажі, що базуються лише на сертифікаціях · ^відвантаження, що базуються лише на сертифікаціях · продажі+прослуховування, що базуються лише на сертифікаціях |              |           |